# Gibarac
Gibárt (szerbül Gibarac / Гибарац) település Szerbiában, a Vajdaságban, a Szerémségi körzetben, Šid községben.

## Demográfiai változások
| 1948 | 1953 | 1961 | 1971 | 1981 | 1991 | 2002 |
| ---- | ---- | ---- | ---- | ---- | ---- | ---- |
| 973  | 1044 | 1108 | 980  | 915  | 840  | 1158 |